# Кинонаграда MTV Russia за лучший анимационный фильм
Кинонаграда MTV Russia за лучший анимационный фильм вручалась ежегодно каналом MTV Россия с 2006 по 2009 года.

## Список лауреатов и номинантов
★ Победители выделены цветом. 
| Год  | Церемония | Фильм                                          | Режиссёр                                    |
| ---- | --------- | ---------------------------------------------- | ------------------------------------------- |
| 2006 | 1-я       | ★ «Мадагаскар»                                 | Эрик Дарнелл и Том МакГрат                  |
| 2006 | 1-я       | • «Губка Боб Квадратные Штаны»                 | Стивен Хилленбург                           |
| 2006 | 1-я       | • «Роботы»                                     | Крис Уэдж и Карлус Салданья                 |
| 2006 | 1-я       | • «Ходячий замок»                              | Хаяо Миядзаки                               |
| 2006 | 1-я       | • «Цыплёнок Цыпа»                              | Марк Диндел                                 |
| 2007 | 2-я       | ★ «Ледниковый период 2: Глобальное потепление» | Карлус Салданья                             |
| 2007 | 2-я       | • «Добрыня Никитич и Змей Горыныч»             | Илья Максимов                               |
| 2007 | 2-я       | • «Князь Владимир»                             | Юрий Кулаков                                |
| 2007 | 2-я       | • «Лесная братва»                              | Тим Джонсон и Кери Киркпатрик               |
| 2007 | 2-я       | • «Сезон охоты»                                | Роджер Аллерс, Джилл Калтон и Энтони Стаччи |
| 2008 | 3-я       | ★ «Рататуй»                                    | Брэд Бёрд                                   |
| 2008 | 3-я       | • «Илья Муромец и Соловей-Разбойник»           | Владимир Торопчин                           |
| 2008 | 3-я       | • «Лови волну!»                                | Эш Бреннон и Крис Бак                       |
| 2008 | 3-я       | • «Симпсоны в кино»                            | Дэвид Сильверман                            |
| 2008 | 3-я       | • «Шрек Третий»                                | Крис Миллер                                 |
| 2009 | 4-я       | ★ «Мадагаскар 2»                               | Эрик Дарнелл и Том МакГрат                  |
| 2009 | 4-я       | • «ВАЛЛ-И»                                     | Эндрю Стэнтон                               |
| 2009 | 4-я       | • «Кунг-фу панда»                              | Марк Осборн и Джон Стивенсон                |
| 2009 | 4-я       | • «Про Федота-стрельца, удалого молодца»       | Людмила Стеблянко                           |
| 2009 | 4-я       | • «Сезон охоты 2»                              | Мэттью О’Каллахан и Тодд Уайлдермен         |